# Daji
Su Daji foi a concubina favorita do rei Zhou da dinastia Shang da China Antiga. Ela nasceu num ano incerto do final do reinado de Diyi e morreu no dia da destituição formal da dinastia Shang em janeiro de 1046 a.C..

## Vida
Os detalhes sobre a vida de Daji são cobertos de lendas. Sabe-se que ela era filha de Su Hu, o nobre governante de Yousu, e que nasceu nas últimas décadas da dinastia Shang em algum momento perto do fim do reinado do penúltimo rei, Diyi. Ela é por vezes chamada Su Daji, pois Su é seu nome de clã, enquanto Kunwu é seu nome ancestral. Daji era considerada extremamente atraente quando jovem, e muitos nobres tinham interesse em casar-se com ela. Segundo uma versão poética sustentada por obras de ficção como o Fengshen Yanyi e popularizada no imaginário popular chinês contemporâneo, o rei Zhou da dinastia Shang foi provocado sobre Daji por um conselheiro e exigiu que Su Hu lha entregasse, tendo este então recusado e seu estado de Yousu sido atacado em represália. Em versões mais céticas como a apresentada por Sima Qian nos seus Registros do Historiador, Su Hu simplesmente devia tributos atrasados ao rei e recebeu um ataque punitivo por essa razão. De todo modo, a história culmina com Yousu caindo sob cerco e se rendendo após alguma resistência. Su Hu então foi forçado a entregar volumosos tributos ao rei, incluindo seu tesouro estatal e sua filha.
Os registros antigos sempre concordam sobre o que aconteceu a seguir. Diz-se que o rei Zhou se interessou por Daji à primeira vista e que em pouco tempo tornou-se obcecado por ela, de tal maneira que passou a evitar seus compromissos oficiais e ignorar seus ministros para passar seu tempo com ela. Mas Daji é descrita como tendo uma péssima personalidade, faltando-lhe cortesia para tratar outras pessoas, sendo vingativa, promíscua e voluntariosa e desejando tudo para si. Ela não se comportava como as outras mulheres da corte, mas gostava de acompanhar o rei em longas carraspanas e em orgias intermináveis, gostava de escutar músicas com letras vulgares e de comer com ansiedade e deselegância. Ela também apresentava um linguajar grosseiro e não tinha reverência pelas normas protocolares da corte. Esses comportamentos foram potencializados pelo rei, que fazia todas as suas vontades e defendia a sua postura contra todas as críticas de seus ministros e das demais concubinas. Quando a negligência do rei começou a incomodar seus oficiais o suficiente, estes compuseram uma oposição organizada e se decidiram a não permitir que o desgoverno se instaurasse no reino. Então para dispersá-los e acabar com a oposição, o rei construiu o instrumento de tortura conhecido como paolao ("pilar de fogo") e matou o conde de Mei, seu principal conselheiro. Sima Qian menciona simplesmente que o rei adotou esse método de execução para intimidar seus críticos, porém autores posteriores descrevem a situação com mais detalhes e atribuem a invenção a Daji. Após as primeiras execuções, os oficiais abrandaram o tom de sua retórica e se abstiveram de contestar a conduta do rei.
Diz-se então que o reinado de Shang seguiu uma curva decadente contínua até a destruição da dinastia sem que o rei Zhou tivesse qualquer sinal de reabilitação, mas apenas se tornasse mais despótico a cada dia. Enquanto Sima Qian se limita a dizer que Daji o acompanhava e se divertia com a sua crueldade e negligência, outros registros posteriores acusam Daji de praticar diversas atrocidades por sua própria iniciativa. Ela incentivou o rei a construir o jardim dos cervos, a piscina de vinho e a floresta de carne, bem como a torre de mármore e jade conhecida como Lutai. Quando o marquês de Jiu enviou sua filha para o rei, Daji acusou pai e filha de tentarem manipular o governo e instigou o rei a matá-los. Ela ainda sugeriu o método de execução do marquês de Jiu, pedindo que ele fosse eviscerado vivo. Mais tarde, quando Boyi Kao veio ao rei para pedir a libertação de Ji Chang, que estava exilado em Youli, Daji o chantageou para forçá-lo a fazer sexo com ela, dizendo que convenceria o rei a matar Ji Chang caso ele se recusasse. Aviltado, Boyi Kao recusou a chantagem e criticou o caráter de Daji. Ela então o caluniou para o rei, acusando-o de assédio sexual, e fez com que ele fosse condenado à morte e servido em comida para Ji Chang. A dinastia Shang continuou a seguir esse caminho de tirania até que os nobres começaram a se distanciar do rei e os bons oficiais restantes começassem a abrir mão de seus cargos e se ausentar da vida pública. O rei preencheu seu ministério com homens que compactuavam com as suas decisões, em grande parte homens de reputação duvidosa e criminosos exilados de suas próprias cidades, e os promoveu para altos cargos.
Quando Ji Chang apresentou subornos ao rei para comprar sua liberdade, Daji não se opôs. Ele foi promovido e recebeu as armas do rei para defender a dinastia Shang, então voltou para sua casa no estado de Zhou. Porém enquanto a situação na corte de Shang piorava, Ji Chang acumulava bons feitos e conservava elevada a sua reputação de galhardo. Os nobres começaram a recorrer a ele em busca de alianças e refúgio, e ele se tornou rapidamente o homem mais poderoso do reino a despeito do rei Zhou. Ao longo dos seis anos seguintes ao seu retorno, Ji Chang conquistou Mixu, Ruan, Gong, Li, E e Chong e fundou a cidade de Feng, pondo em risco a existência da dinastia Shang, mas o rei Zhou e Daji nada perceberam ou não se importaram com o que ele fazia, acreditando que ele ainda defendia o reinado dos Shang. Porém no ano 1050 a.C. Ji Chang morreu e foi sucedido por Ji Fa, que se autodeclarou rei e desafiou a dinastia Shang para o confronto. Tendo herdado um estado de Zhou na iminência da vitória, Ji Fa estava em posição de intimidar seriamente o rei Zhou, e o pânico tomou a capital de Shang. A despeito disso, o rei Zhou e Daji não deram fim a suas atividades, mas adotaram uma rotina hedonista de desespero, vivendo cada dia mais intensamente que o anterior. O mestre músico Ci e o aprendiz Qiang fugiram de Shang para Zhou. O ministro Jiaoge também desertou a dinastia Shang e jurou lealdade ao rei Wu. Muitas outras pessoas também abandonaram Shang, restando apenas Bigan dentre os bons ministros que havia no passado. Daji odiava Bigan, pois ele sempre se punha no caminho das suas pretensões e criticava todos os seus atos. Ela então conspirou para matá-lo e convenceu o rei a investigar um antigo provérbio que dizia que "o coração de um santo tem sete câmaras". Sendo Bigan considerado um santo, após este afrontá-lo durante uma orgia na sala ministerial o rei arrancou seu coração para verificar o conhecimento ancestral. Os príncipes restantes - Weizi, Weizhong e Wugeng - fugiram para o rei Wu em Zhou, e Jizi ficou para trás e foi preso. O rei Wu lançou seu ataque, e a dinastia Shang desmoronou após a Batalha de Muye.
Quando o rei Wu entrou em Zhaoge, capital de Shang, ele se dirigiu ao jardim dos cervos e mutilou o corpo do rei Zhou, disparando-lhe três flechas, perfurando-lhe o peito com a espada e cortando sua cabeça com o machado. Quanto ao destino de Daji, as narrativas novamente divergem. Sima Qian apenas afirma que o rei Wu se deparou com duas mulheres - as duas concubinas favoritas do rei Zhou - penduradas pelo pescoço nos galhos das árvores do jardim atrás do corpo do rei Zhou, e que então as mutilou da mesma maneira e empalou suas cabeças. É possível que uma das concubinas seja Daji, mas é estranho que ela não tenha sido citada pelo nome. Outra versão, mais famosa, popularizada pela novela Fengshen Yanyi, diz que ela foi capturada viva e decapitada na praça de Zhaoge com outros prisioneiros. Uma variação mais imaginosa sustenta que os soldados inicialmente se recusaram a matá-la, pois não costumavam matar mulheres e Daji era muito bonita e parecia inocente. Porém o rei Wu insistiu e mandou o general Jiang Ziya terminar a execução. Ele, que já conhecera Daji pessoalmente enquanto trabalhava em Zhaoge, também hesitou em matá-la. Puseram então um pano preto no rosto de Daji, e só assim Jiang Ziya concluiu a execução.